# سان ماو
سان ماو هو كاتبة تايوانية وُلدت في السادس والعشرين من مارس عام1943 وتُوفيت في الرابع من يناير عام 1991. اسمها الأصلي (تشين ماو بينغ)، ثم بعد ذلك وبسبب أنها لا تُجيد كتابها رمز ماو، فحذفته، وغيرت اسمعها ليصبح تين بينغ.
يقع منزل عائلتها في مقاطعة جيجيانغ مركز منطقة دونغهاي. وٌلدت أثناء حرب الصين واليابان الثانية في مدينة تشونغ تشينغ، ونشأت وترعرت في مدينة تايبيه. التحقت بقسم الفلسفة في جامعة الصين الثقافية ب تايبيه، التحقت أيضاً بكلية الآداب والفلسفة بجامعة إسبانيا ما دا لي يا، والكلية الألمانية لدراسة اللغة الألمانية وآدابها. لمع اسمها في تايوان في السبعينيات والثمانينيات.
سجلت سان ماو في السبعينيات كل ما رأت وسمعت أثناء فترة إقامتها في الصحراء الغربية الصحراء الكبرى. تتميز كتاباتها بحس الفكاهة، وتمتلء أعمالها النثرية بروح الغرب، وانتشرت على نطاق واسع في كافة أنحاء العالم. اعتقد باي شيان يونغ أن سان ماو خلقت من خلال كتاباتها عالم أسطوري رومانسي. حيث كتبت العديد من القصص الرومانسية عن الحب والموت. التي امتلأت بروح الغرب الساحرة الرائعة.
من خلال تجربتها الشخصية تجاه خيول صحراءإفريقيا، أمريكا اللاتينية واستكشافها للغابات. استطاعت أن تخلق قدوة شبابية في جانبي مضيق تايوان.
توفت عام 1991 أثناء وجودها بالمستشفى. وفي عام 2006، أصبحت أكثر الشخصيات الثقافية تأثيراً على الإنترنت في الصين. احتلت سان ماو المرتبة العاشرة في الفاعليات الأدبية، والمرتبة الخامسة والثلاثين بشكل عام.

## الاسم
اسمها الأصلي، تشين ماو بينغ، ثم بعد ذلك وبسبب أنها لا تُجيد كتابها رمز ماو، فحذفته، وغيرت اسمعها ليصبح تين بينغ فقط.
أعطت ماو إلى نفسها إسماً إنكليزياً يُدعى ( إيتشوا)، بدأت في كتابة كلمات الأغاني في فترة مبكرة من حياتها، وشرحت هذا في كتابها موسم المطر الذي لن يعود. كانت أيضاً تمضي على صورها بذلك الاسم. في الحقيقة، كان هذا الاسم هو الاسم الإنكليزي لأكثر معلمة رسم تُحبها جو فو شانغ. لكن اسمها الحالي سان ماو لم تبدأ في استخدامه إلا عندما انتقلت للعيش في الصحراءالغربية. كانت تمزح وتقول أنها تٌساوي ثلاثة قروش فقط، لأن اسمها سان ماو يعني ثلاثة قروش. ثم اكتشفت بعد ذلك أن اسم تشنغ بينغ مثل اسم بطل رواية مذاكرات المُشردة سان ماو ل جانغ لى بينغ، واندهشت لذلك كثيراً.

## سيرتها
وٌلدت تشينغ بينغ في السادس والعشرين من شهر مارس عام 1943 بمدينة تشونغ تشينغ. لكن مسقط رأسها كان مقاطعة جيجيانغ مركز دينغ هاي. كان والدها تشينغ سي محامياً ناجحاً، وكانت والدتها تٌدعى مو جينغ لان، وطبقاً لسجلات العائلة، انتقل أسلافها من خنان إلى جيجيانغ. كانت عائلتها من ذوي الطبقة المتوسطة. كان لديها أخت كبري تٌدعى تشين تيان شين، وأخين صغيرين هما تشين شانغ وتشينغ جيا.
كانت أختها تكبرها بثلاثةِ أعوامٍ. انتقلت مع أهلها إلى نان جينغ بعد انتصار الصين في الحرب اليابانية الصينية الثانية.

## روابط خارجية
- سان ماو على موقع IMDb (الإنجليزية)
- سان ماو على موقع ميوزك برينز (الإنجليزية)